# Преступные касты
Преступные касты или «преступные племена» (англ. Criminal tribes) — общины Индии, определённые британскими колонизаторами как «преступные». Этот термин может характеризовать как касту, так и народность или религиозную секту. В частности, к числу «преступных» были отнесены народность белуджей (англ. Baloch) и религиозная секта тугов.
Круг «преступных каст» был определён серией Законов «О преступных кастах» (Criminals Tribes Act), принимавшихся в 1871, 1876 (действие расширено на Бенгальское президентство), 1911 (расширено на Мадрасское президентство), и объединённых в окончательном Законе «О преступных кастах» 1924 года.
Согласно требованиям этих законов, «преступная каста» определялась как община, члены которой «систематически участвовали в совершении преступлений». Согласно принципу коллективной ответственности, любой принадлежавший подобной касте мужчина старше 14 лет был обязан регулярно отмечаться в полиции, даже если он лично и не обвинялся в совершении каких-либо преступлений. Свобода передвижения для таких лиц отменялась.
На момент получения Индией независимости в 1947 году насчитывалось 127 таких сообществ общей численностью 13 млн чел. Все они находились под постоянным наблюдением, и их члены арестовывались без ордера в случае оставления предписанного им района проживания.
Серия законов, принятых независимой Индией в 1949, 1952 и 1961, отменила дискриминационные положения Закона «О преступных кастах», введя новую терминологию «нетитульной» (англ. Denotified) касты. На сегодняшний день в Индии насчитывается 313 «кочевых» и 198 «нетитульных» каст общей численностью до 60 млн чел. Многие из них до сих пор являются жертвой глубоко укоренившихся стереотипов и встречаются с враждебным отношением полиции и СМИ. Продолжает применяться ярлык «вимукту джати» (бывших «преступных каст»).

## Происхождение
Для традиционного общества Индии характерно крайне сложное кастовое устройство, насчитывающее буквально тысячи различных каст. В условиях кастовой профессиональной специализации некоторые касты избрали своей «профессией» совершение преступлений. Широкую известность в ряде районов Индии получила кочевая каста канджаров (en:Kanjar), практикующих похищения людей, воровство и особенно проституцию. К числу других подобных каст относятся, в частности, касты баухари, коли, практиковавшая скотокрадство кочевая каста панджаро, «специализировавшаяся» на проституции каста харни и др. С развитием железных дорог появилась даже каста бхампта, избравшая своей «профессией» железнодорожные кражи. К числу наиболее опасных «преступных каст» Северной Индии относилась также каста барвар (en:Bawariya), которая специализировалась в боевых искусствах и по своему положению в обществе была близка к «неприкасаемым».
Буквально всемирной известности «добилась» религиозная секта тугов, практикующих ритуальные удушения во имя богини смерти Кали. Хотя секта была в целом разгромлена в 1830-х годах, отдельные упоминания о деятельности тугов встречаются до конца XIX века.
Восстание сипаев 1857 года побудило колонизаторов упорядочить свои отношения с завоёванной Индией. Отдельные племенные вожди за своё участие в восстании были заклеймены как «предатели». Влиятельная в Раджастхане каста Минов (en:Meenas) первоначально была отнесена к так называемым «воинственным расам», однако затем стала для колонизаторов угрозой и была также причислена к «преступным кастам», в том числе из-за того, что эта каста вела в Раджастхане партизанскую войну против раджпутов. Впоследствии колонизаторы отнесли к «преступным кастам», в частности, распространившееся в Синде антибританское движение исламских суфиев Хуров (en:Hurs), объявив вне закона и приговорив к смерти как «преступную» всю общину в полном составе.
Некоторые историки, такие как Давид Арнольд, указывают на существование в Индии ряда небольших общин, либо относившихся к низким кастам, либо вообще не нашедших себе никакого места в традиционном обществе и практикующих кочевой образ жизни. Подобные общины не соответствовали британским представлениям о цивилизации, означавшим оседлую жизнь, земледелие и наёмный труд. В XIX веке среди колонизаторов побеждает представление, что кочевые касты представляют собой угрозу для общества и нуждаются как минимум в полицейском наблюдении. С середины XIX века распространяется идея организации для подобных каст исправительных учреждений.

## История
Исследования показывают, что 150 лет назад ряд общин Индии всё ещё являлись кочевниками, занимаясь зачастую мелкой торговлей, а иногда также — ремеслом, торговлей скотом и молочными продуктами. В 1850-е годы подобные касты всё более маргинализуются. Отношение британцев к кочевым кастам было в целом враждебным, на что также повлияло традиционное для европейцев того времени враждебное отношение к цыганам.
Массовое строительство железных дорог нанесло сильный удар по кочевой торговле, которая начала ограничиваться лишь теми районами, в которых новых дорог не было. Кроме того, в соответствии с новыми законами о лесах британцы начали враждебно относиться к лесным кочевникам, собиравшим в лесах бамбук и пасшим свой скот (в частности, к подобным кастам относится каста Сабар, Sabar people). Таким образом была объявлена «преступной» каста Ерукала, или Курру (en:Yerukala), жившая в лесах за счёт традиционной охоты и собирательства. В 1878 году британцы, рассчитывая вырубить леса, вытеснили эту касту на равнины, после чего началось восстание. Особенное впечатление на колонизаторов произвёл обычай касты убивать своих врагов, тайно следуя за ними. К концу XIX века эта каста была окончательно вытеснена из общества, и маргинализовалась. В 1911 году она была признана «преступной».
Болезненно отразились на кочевых кастах и несколько вспышек голода в XIX веке. Кроме того, многие племенные вожди кочевых каст Северной Индии приняли участие в восстании сипаев 1857 года, заслужив у британцев репутацию предателей. В то же время проходят столкновения живших на холмах кочевников с колонизаторами, стремившимися организовать на этих землях плантации.
Основная масса признаний тех или иных каст «преступными» начинается с 1871—1872 годов. В рамках этих мер оборудовались и специальные поселения для членов «преступных каст», в которых их предполагалось «исправлять» от криминальных наклонностей, главным образом — с помощью тяжёлой работы.
Отдельным репрессиям ещё ранее начинает подвергаться знаменитая секта тугов. Основным организатором их разгрома стал британский офицер Уильям Генри Слиман (en:William Henry Sleeman) при содействии 17 ассистентов и до 100 сотрудников. Слиману удалось поймать 3 тыс. тугов, из которых 466 были повешены, 1564 — депортированы и 933 — пожизненно заключены в тюрьму. В целом к 1850-м годам туги уже были разгромлены. Достигнутый успех вдохновил правительство развернуть подобную политику в общеиндийском масштабе.
В 1871-72 годах до 160 общин были «отмечены» как имеющие «врожденные преступные наклонности». Они были изолированы от обычной юстиции. Полиция получила особые права по контролю над всеми членами таких каст, даже над теми лицами, которые лично ни в чём не обвинялись. Свобода передвижения для них отменялась.
В 1883 году обсуждался вопрос о распространении системы на всю Индию. В 1897 году были приняты поправки в Закон, предписавшие местным властям организовывать «исправительные» поселения для членов «преступных каст» и помещать в них отдельно от родителей мальчиков от 4 до 18 лет. В 1911 году действие Закона было расширено на Мадрасское президентство, охватив таким образом практически всю Индию.
Была начата организация «исправительных» поселений, где предполагалось «исправлять» людей прежде всего тяжёлым трудом. Параллельно проведено ужесточение наказаний и поголовное снятие отпечатков пальцев. Ряд «преступных каст» были в полном составе помещены в поселения под надзор полиции, регулярно проверявшей их на наличие.